# Troy Kemp
Troy Kemp (* 18. Juni 1966 in Nassau (Bahamas)) ist ein ehemaliger Leichtathlet von den Bahamas. Bei einer Körpergröße von 1,87 Meter betrug sein Wettkampfgewicht 69 kg.
Nachdem er sich weder bei den Weltmeisterschaften 1987 noch bei den Olympischen Spielen 1988 für das Finale im Hochsprung qualifizieren konnte, stand Troy Kemp bei den Weltmeisterschaften 1991 erstmals in einem großen Finale. Mit übersprungenen 2,34 Metern belegte er Platz 5.
Nach Platz 7 mit 2,31 Metern bei den Olympischen Spielen 1992 und Platz 4 mit 2,34 Metern bei den Hallenweltmeisterschaften 1993 konnte er bei den Weltmeisterschaften 1993 mit erneut 2,34 Metern wieder Platz 5 belegen.
1995 war das beste Jahr in der Karriere von Troy Kemp. Am 12. Juli steigerte er in Nizza seine Bestleistung und den Commonwealth-Rekord auf 2,38 Meter. Bei den Weltmeisterschaften 1995 in Göteborg sprangen nur Troy Kemp und der Kubaner Javier Sotomayor über 2,37 Meter. Troy Kemp gelang dies im zweiten Versuch, Sotomayor erst im dritten Versuch. Kemp war bei 2,39 Meter chancenlos, während Sotomayor nur sehr knapp riss, aber letztlich gewann Kemp vor Sotomayor.